# Fyzikální ústav v Opavě Slezské univerzity v Opavě
Fyzikální ústav v Opavě je univerzitní a vědecké pracoviště. Ústav byl ustaven rektorem Slezské univerzity v Opavě k 1. 1. 2020. Jeho vzniku předcházela během roku 2019 rozsáhlá jednání s vedením Filozoficko-přírodovědecké fakulty v Opavě, do jejíž struktury byl Fyzikální ústav začleněn původně jako Ústav fyziky již od založení Slezské univerzity v Opavě. V budově ústavu je také observatoř WHOO! (White Hole Observatory Opava) a digitální planetárium Unisféra.

## Studijní programy
Ústav nabízí širokou škálu akreditovaných akademických i profesních studijních programů bakalářského a magisterského studia. V oboru astrofyziky lze také pokračovat v doktorandském studiu. Studenti mají možnost výměnných pobytů i stáží v zahraničí.

### Bakalářské studium
Ústav nabízí tradiční tříleté bakalářské obory jak akademického rázu (v programu Fyzika), tak profesního rázu (Aplikovaná fyzika, Multimediální techniky). Téměř všechny umožňují navázat magisterským studiem.
- Astronomie a popularizace – akademický obor věnovaný popularizaci astronomie, komunikace vědy s veřejností, práci na hvězdárnách a tvorbě PR výstupů v oblasti astronomie a astrofyziky. Studenti mohou využívat sférickou projekci Unisféra, první univerzitní open source planetárium v Česku.[4]
- Astrofyzika – akademický obor zaměřený na teoretickou astrofyziku. Studenti se mohou ucházet o post na vědeckých pracovištích v oboru. Studenti mohou využívat ústavní observatoř WHOO![5]
- Fyzikální diagnostické metody – profesní obor zaměřený na matematicko-informativní disciplíny a analýzu fyzikálních dat pomocí současné přístrojové techniky. Studenti se mohou ucházet o post ve firmách s analytickým zaměřením.
- Monitorování životního prostředí – profesní obor pro zájemce o ochranu a monitorování kvality životního prostředí. Studenti se mohou ucházet o post ve společnostech věnujících se environmentálním aktivitám.
- Multimediální techniky – profesní obor pro zájemce o audiovizuální a filmové vzdělání s přesahem do popularizace fyziky. Studenti se mohou ucházet o post v celoplošných médiích nebo pokračovat v dráze v technických i tvůrčích oborech dokumentaristiky. Toto studium je zajišťováno FPF SU v Opavě.

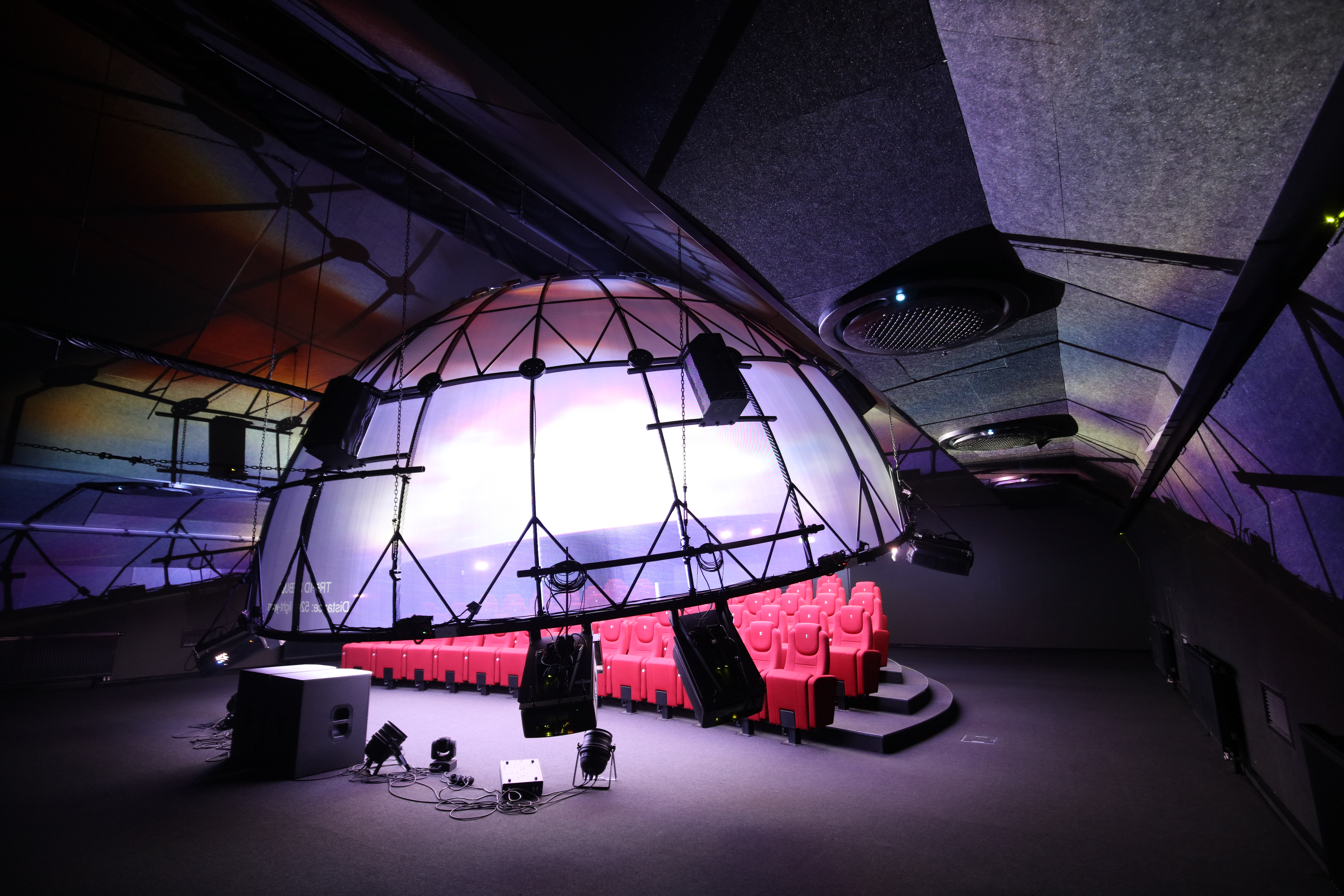
Sférická projekce a 3D planetárium Unisféra na Fyzikálním ústavu v Opavě

### Magisterské studium
Tradiční dvouleté navazující magisterské studijní programy ústavu jsou zaměřeny na fyziku, astrofyziku a multimediální tvorbu. Jsou rovněž akademické (např. studijní program Teoretická fyzika) nebo profesní (např. Multimediální techniky).
- Částicová fyzika – akademický studijní program zaměřený na fyziku částic a jejich chování v různých podmínkách. Studenti se mohou zapojit do mezinárodních vědeckých aktivit na velkých urychlovačích částic jako LHC.
- Relativistická astrofyzika – akademický studijní program zaměřený na kosmologii a důsledky obecné i speciální teorie relativity jak v okolí Země, tak exotických objektů, jako jsou černé díry.
- Počítačová fyzika – akademický studijní program věnující se náročným výpočtům ve fyzice a zpracování velkých počítačových dat.
- Observační astrofyzika vysokých energií – akademický studijní program věnovaný výzkumu vysokých energií kosmického záření. V rámci oboru realizovaném ve spolupráci se zahraničními špičkovými vědeckými pracovišti INAF – Osservatorio Astronomico di Roma a ISSI – International Space Science Institute v Bernu získá student unikátní možnost spolupráce se světově uznávanými kolegy v oboru.
- Multimediální techniky – profesní studijní program přímo navazuje na stejnojmenné bakalářské studium a studenty připravuje na řemeslo v oblasti multimediálních technik – práce se zvukem, obrazem, dokumentární tvorba, technické dovednosti při práci ve filmové branži. Důraz je kladen na popularizaci vědy. Absolventi se mohou ucházet o technická i redaktorská místa v celoplošných médiích nebo pokračovat ve své nezávislé dokumentaristické tvorbě.

### Doktorské studium
Absolventi akademických studijních programů v oblasti fyziky mohou dále pokračovat v doktorském studijním programu Teoretická fyzika a astrofyzika a pokračovat tak ve vlastní vědecké činnosti.

## Vědecká činnost

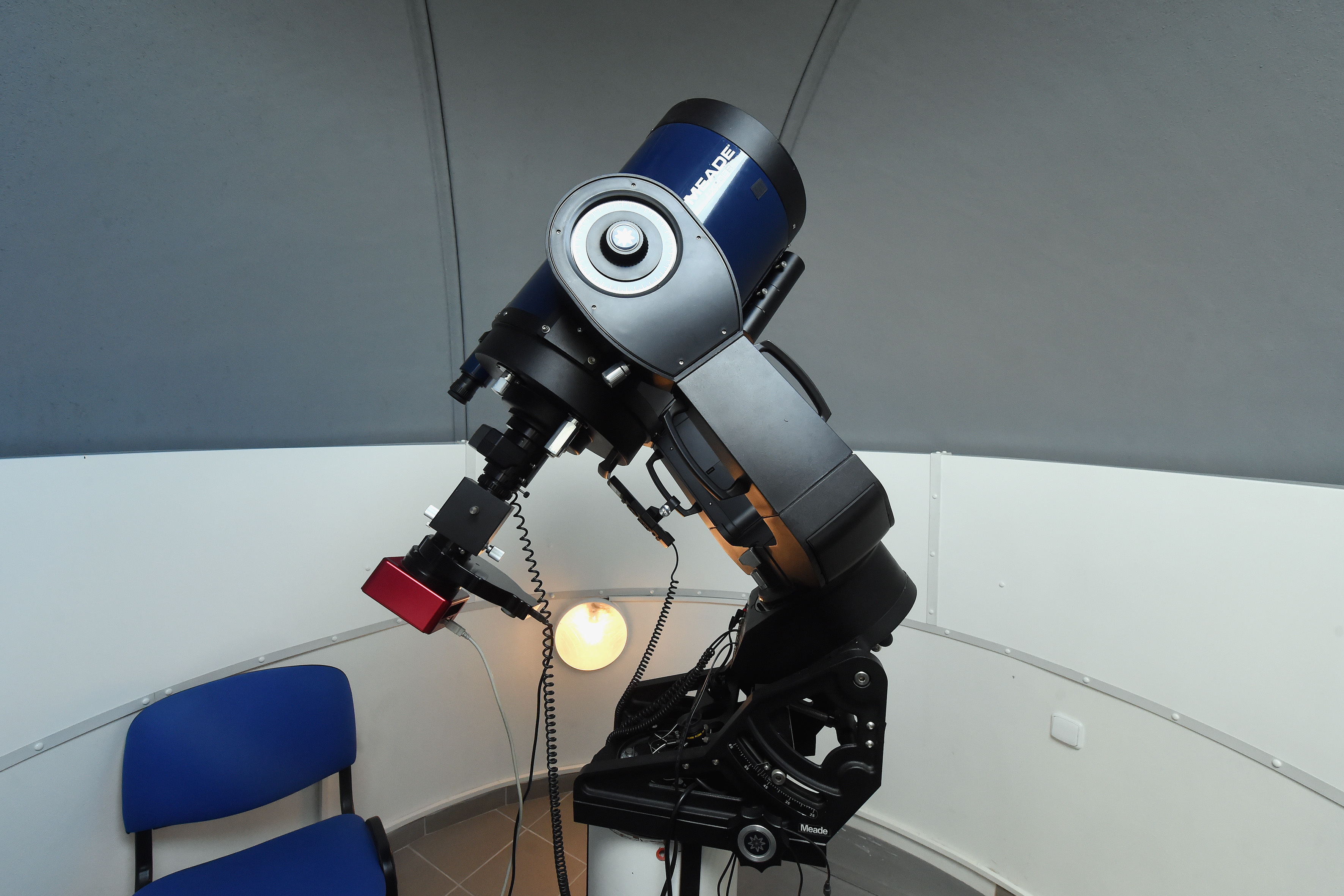
Dalekohled na observatoři WHOO! na Fyzikálním ústavu v Opavě

Aktivity ústavu se soustřeďují do Výzkumného centra teoretické fyziky a astrofyziky a Výzkumného centra počítačové fyziky a zpracování dat. V oblasti teoretické fyziky jsou výzkumy zaměřeny na gravitační teorie, fyziku elementárních částic, kvantovou teorii pole, kvantovou teorii mnohočásticových systémů a jejich aplikace, a to především v astrofyzice a kosmologii.
Významnou součástí vědeckých aktivit jsou počítačové simulace fyzikálních procesů, implementace numerických metod, zpracování a analýza rozsáhlých datových souborů. Ústav produkuje uznávané práce z různých oblastí relativistické astrofyziky, jež zahrnují procesy v kombinovaných silných gravitačních a elektromagnetických polích v okolí černých děr a neutronových hvězd a jejich observačními aspekty, až po inflační kosmologii a modelování vlivu temné energie a temné hmoty na úrovni galaxií a jejich kup. Pracovníci a doktorandi FÚ získali řadu významných národních i mezinárodních ocenění. Výsledky výzkumů jsou pravidelně diskutovány na vlastních mezinárodních workshopech RAGtime.

## Ocenění
Vědečtí pracovníci Fyzikálního ústavu v Opavě byli již několikrát oceněni významnými českými i zahraničními cenami v oblasti vědeckých úspěchů, mj. nadací NEURON nebo Českou astronomickou společností.

## Aktivity pro veřejnost
V rámci Fyzikálního ústavu operují v nejvyšších patrech budovy sférická projekce Unisféra a observatoř WHOO!. Obě zařízení jsou určená především studentům v rámci výuky a také jejich studijních projektů, ale v rámci popularizačních aktivit slouží také středoškolským studentům a veřejnosti. V Unisféře probíhají projekce pořadů (ve formátu fulldome nebo 3D fulldome) a populárně naučné přednášky, ve foyer před vstupem do Unisféry rovněž výstavy s astronomickou tematikou. V kopuli hvězdárny pak pozorování nejzajímavějších vesmírných objektů a astronomických úkazů.